# 马盖图站
马盖图站，位于中华人民共和国内蒙古乌兰察布市卓资县，邮政编码012306，建于1923年，是唐包铁路集包段的一个车站。离北京站561公里，离包头站271公里。距上行车站哈拉站7公里，距下行车站姑家堡站9公里。该站隶属呼和浩特铁路局集宁车务段。办理客运业务（旅客乘降；行李、包裹托运）和货运业务（办理整车，不办理危险货物发到），为四等车站，本站及相邻上下行区间均为电气化区段。